# Čiovo

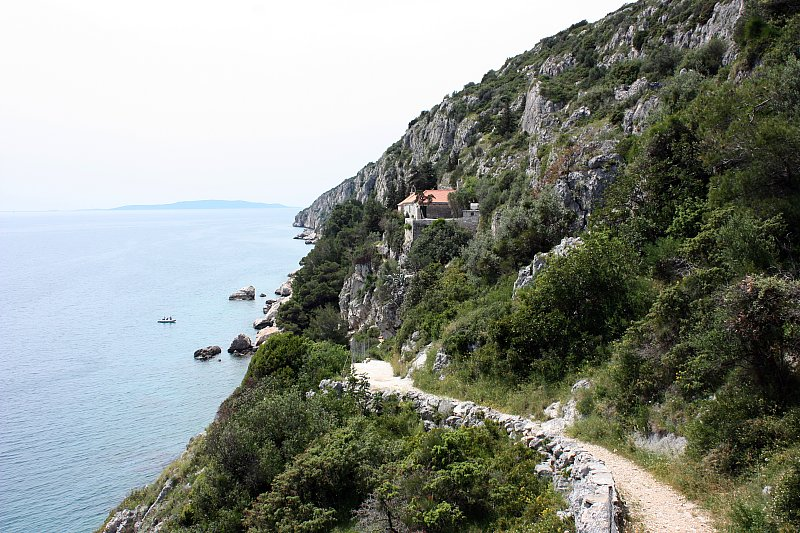
Południowe wybrzeże wyspy Čiovo, klasztor Gospa Prizidnica

Čiovo (dawniej Boa lub Bua) – wyspa o powierzchni 28,13 km² i linii brzegowej wynoszącej 46,66 km. Położona na zachód od Splitu, połączona od XV wieku ze stałym lądem podnoszonym mostem z miastem Trogir. W lecie 2018 roku oddany został do użytku nowy most łączący wyspę ze wschodnią częścią miasta Trogir, który bardzo ułatwił dostęp do wyspy ze stałego lądu. W okresie letnim średnia maksymalna temperatura wynosi +30 °C, minimalna +20 °C, zimą często przekracza +15 °C. Wyspa nie posiada cieków ani źródeł wody.
Na wyspie znajduje się wiele zatok. Największa z nich – zatoka Saldun jest zamknięta z trzech stron. Na Čiovie znajduje się sporo zabytków, m.in. dominikański klasztor św. Krzyża, klasztor św. Antoniego, kościół św. Jakuba oraz najstarszy Najświętszej Marii Panny, położony w pobliżu morza.
Miasteczka na wyspie:
- Trogir – częściowo
- Arbanija
- Slatine
- Mastrinka
- Okrug Gornji
- Okrug Donji

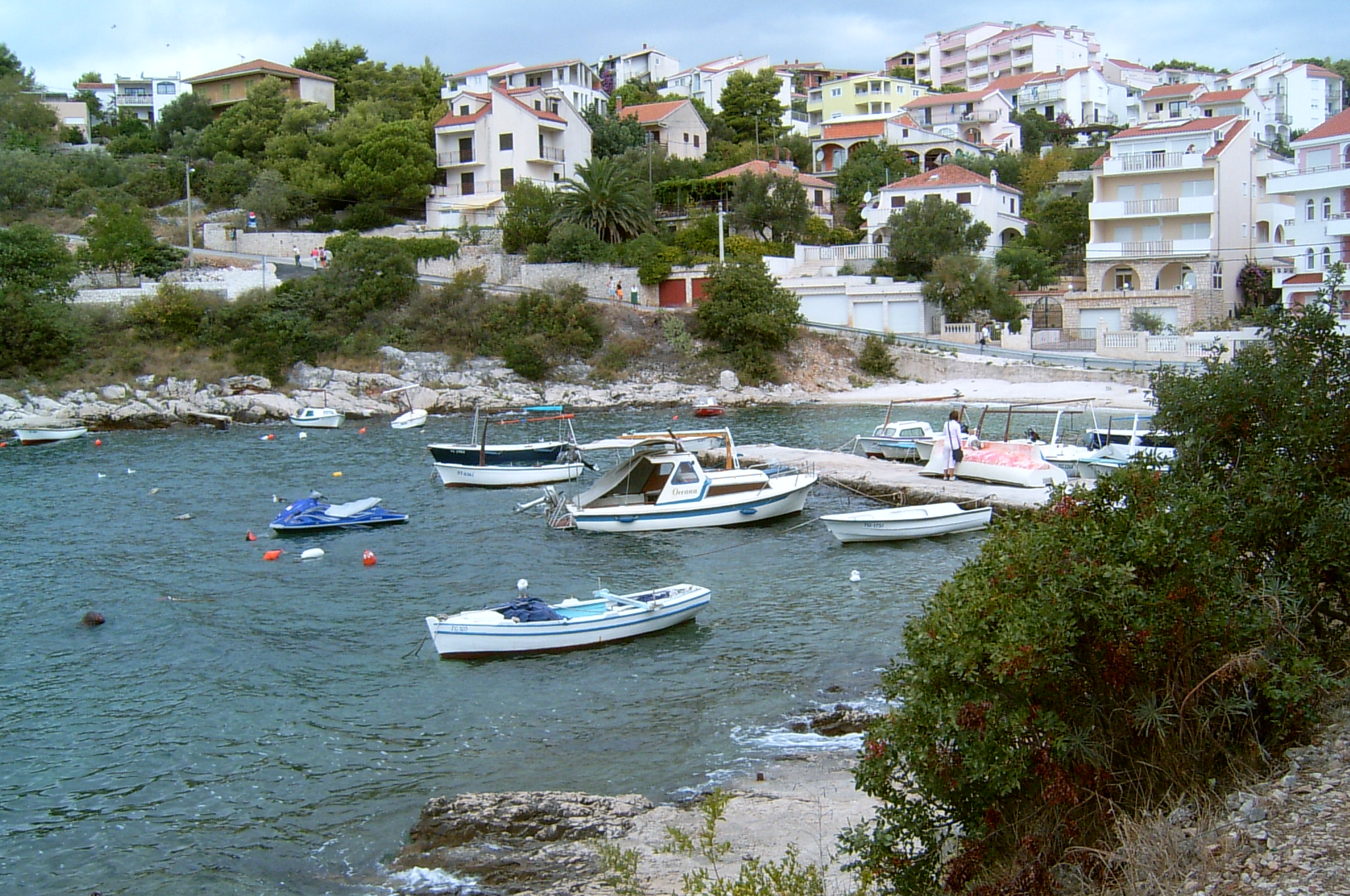
Zatoka w Okrugu Gornjim
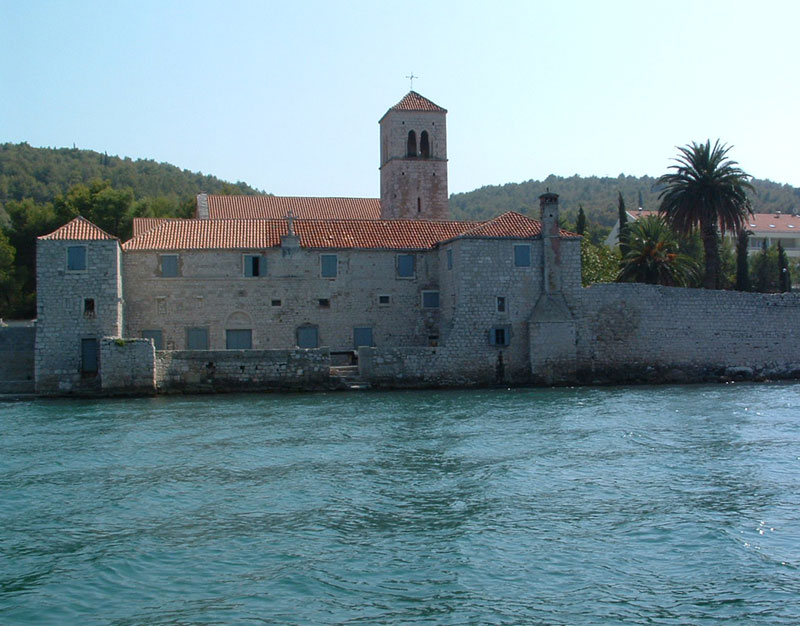
Arbanija
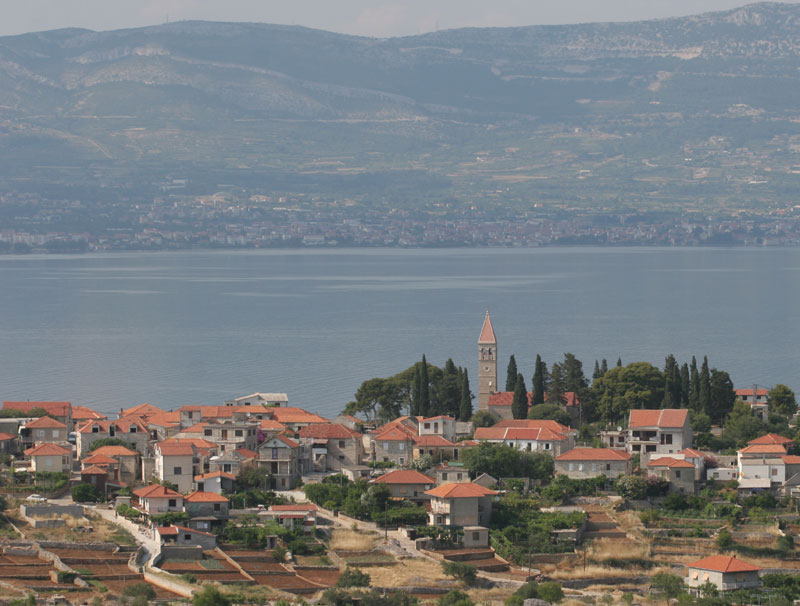
Slatine

## Historia
Pierwotna nazwa (Bua) wywodziła się prawdopodobnie z Iliri. W średniowieczu, na wyspie Čiovo pojawiło się kilka wsi i osad. Prawdopodobnie była ona miejscem wypędzeń i schronienia dla osób chorych na trąd. Pozostałości wczesnoromańskiego Kościoła św. Piotra zostały znalezione w pobliżu Slatine, w zatoce Supetar. Następnie zabezpieczono średniowieczny kościół św. Maurycego (Sv. Mavro) w Žednie, a później wczesnoromański klasztor Matki Boskiej nad wybrzeżem (Gospa kraj mora).
W XV w. liczba mieszkańców wyspy znacznie się powiększyła wraz z przybyciem tutaj ludności zmuszonej do ucieczki przed tureckimi najeźdźcami, którzy, osiedlając się (również w Trogirze), zaczęli z biegiem lat rozszerzać obszary podmiejskie na wyspę.

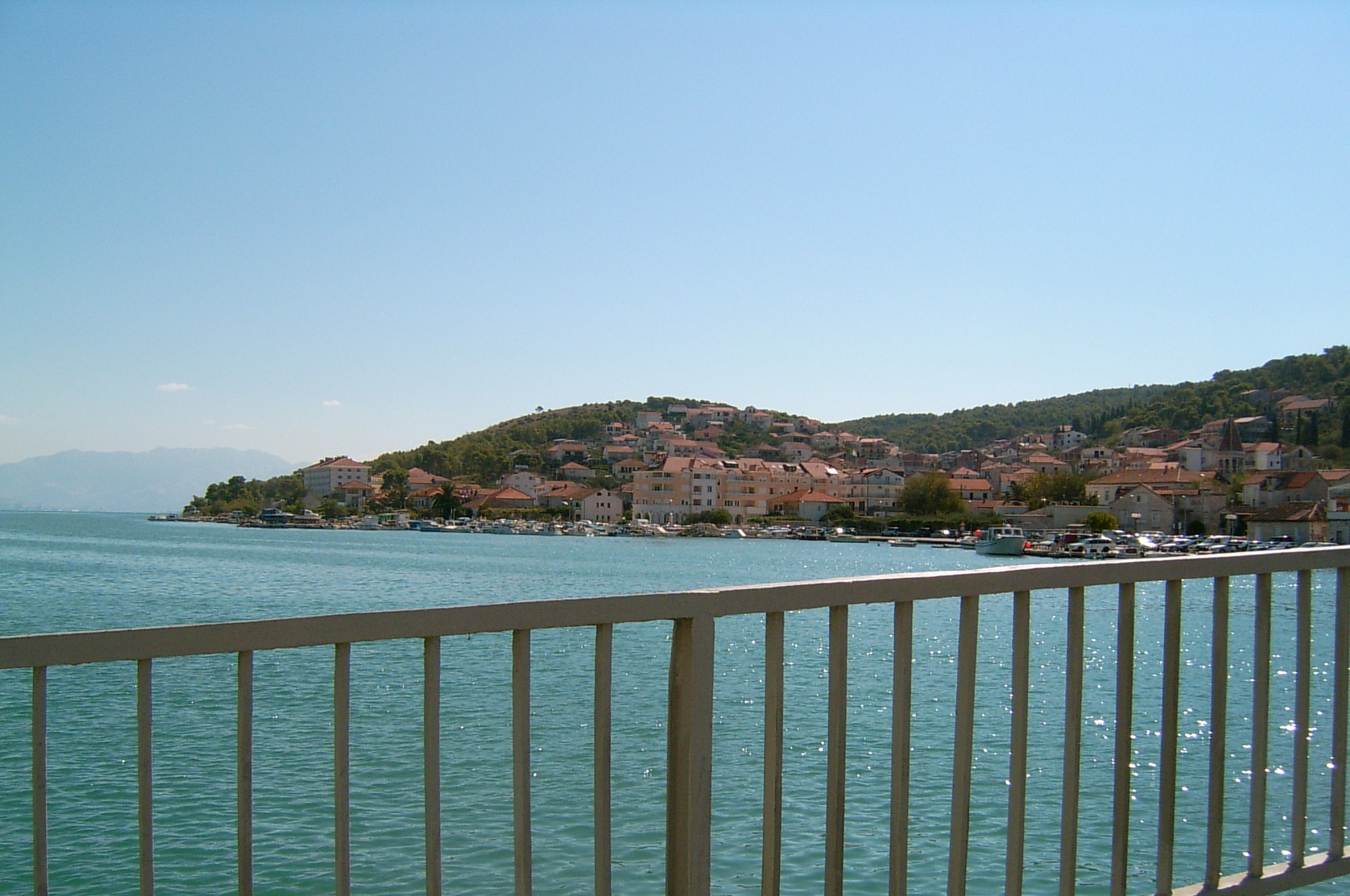
Widok na wyspę od Trogiru

Obecna nazwa pochodzi od łacińskiej nazwy wschodniego przylądka wyspy – Caput Jovis, jednak nie ma informacji, kiedy została zmieniona.

## Przemysł
Na północno-zachodnim krańcu wyspy znajduje się jest Stocznia Trogir, wykonująca między innymi remonty platform wiertniczych.